# カレは私の生徒
『カレは私の生徒』（かれはわたしのせいと）はBTD STUDIOが運営しているiモード公式サイト、または、同サイト内で提供されている携帯電話向けの恋愛シミュレーションゲームのタイトルである。

## ゲーム概要
2009年9月28日にiモード公式サイト『カレは私の生徒』より、iアプリ用にゲームアプリのVer.1.0.0が配信された。オリジナルのキャラクターやストーリーを使用し、メインストーリーを軸にプレイヤーはアイドルだらけの男子校に赴任する女性教師として、トップアイドルである生徒との恋愛を深めていく。恋愛対象となるキャラクターは男子生徒4名、男性教師1名の合計5名であり、ストーリー冒頭で相手を選択し、ストーリを進めていく。ストーリーの進行過程で選択肢を選び、それらによるキャラクターからの総合好感度指数によって、それぞれ３つのエンディングを楽しむことができるようになっている。

### ゲームアプリのバージョンと特徴
カレは私の生徒 Ver.1.0.0 (リリース日：2009年9月28日)
シナリオデータはアプリ上でダウンロードでき、キャラクターごとに異なるゲーム性を楽しむ事が出来る。プレイ制限があり、翌日0時にならないと次の話へ進めないが、1度クリアしたキャラクターのシナリオは､制限無しでプレイ出来る。1話は軸となるメインストーリーと任意選択したキャラクターとのストーリーの2部構成になっている。1日の終了時にキャラクターからのリアルメールが届き、さらに何時でも遊べるサブストーリーを楽しむ事が出来る。サブストーリー､フォトアルバムはいつでも閲覧可能になっている。主人公名の変更は可能である。
カレは私の生徒 Love Add Ver.1.0.0 (リリース日：2011年10月7日)
前述の「カレは私の生徒 Ver.1.0.0」の世界観を踏襲し、新たなエピソードとしてリニューアルリリースされたが、前作の続編ではなく新作となる。タイトルの「Love Add（ラブアド）」は「LOVE＝恋愛（要素）を、ADD＝付け加える」という意味。前作同様、シナリオデータはアプリ上でダウンロードでき、キャラクターごとに異なるゲーム性を楽しむ事が出来る。プレイ制限があり、翌日0時にならないと次の話へ進めないが、1度クリアしたキャラクターのシナリオは､制限無しでプレイ出来るほか、新たにデータセーブスロットやオートセーブ機能が追加された。プロローグ以外は各キャラクター毎に独立したストーリーとなっている点も前作とは異なる。
カレは私の生徒（iPhone/iPod touch版） Ver.1.0.0 (リリース日：2012年3月22日)
前述の「カレは私の生徒 Love Add Ver.1.0.0」の移植版。対応端末はiPhone 3GS,iPhone 4,iPhone 4S,iPod touch 第三世代以降※iOS 4.1以降

## ストーリー原案
- BTD STUDIO

## キャラクターデザイン・原画
- サカノ景子

## ストーリー
教員採用試験に落ちまくりのヒロインは、ある日突然、アイドルだらけの芸能学園『私立鷹白学園　男子高等部』に学園史上初の女性教師として赴任することに。
生徒どころか先輩教師に学園長、用務員までもがイケメンという逆ハーレム状態まっただ中で、ひと癖もふた癖もありそうな彼らとドキドキの学園生活が幕を開けることになるが…。

## 登場人物

### メインキャラクター
逢瀬 遥貴(おうせ はるき)　※キャラクターボイス：関通利
鷹白学園 2年生、誕生日8月17日、しし座、血液型B型、身長180cm、体重57kg。
モデル。とにかくオレ様気質でマイペース。アマノジャクで横柄で口は悪いし、すぐキレるが根はやさしい。ハンバーグが好物。寝不足だと機嫌が悪い。
久条 蓮(くじょう れん)　※キャラクターボイス：原田友貴
鷹白学園 2年生、誕生日4月20日、おひつじ座、血液型A型、身長178cm、体重58kg。
俳優。無愛想で煩わしい人付き合いを嫌う彼だが、本質は真面目でストイック。遠慮のない物言いをする反面、他者の良い所は素直に認める。硬派な男気に引かれて、多くの男子生徒から一方的に慕われるが、本人はあまり嬉しくない様子。
獅子谷 陸(ししや りく)　※キャラクターボイス：島田友樹
鷹白学園 1年生、誕生日5月26日、ふたご座、血液型O型、身長168cm、体重51kg。
アイドル。頭脳明晰、品行方正、スポーツ万能と非の打ちどころがない優等生だが、どこか人の心を見透かしたような言動と小悪魔的な怪しさを兼ね備えた小悪魔王子。本人も自分の魅力を十分に理解している模様。サッカーのプレイセンスはプロ級とのうわさも。
明石坂 拓海(あかしざか たくみ)　※キャラクターボイス：柊唯也
鷹白学園 3年生、誕生日2月11日、みずがめ座、血液型A型、身長184cm、体重63kg。
お笑い芸人。常にハリセンを携え、ツッコミとノリを重視。「笑いは魂（ソウル）」を信条としある人に会うために「日本一のお笑い芸人」を目指すも、学園長からはモデルへの転向をことあるごとに迫られて逃げ回っている。
高月 要(たかつき かなめ)　※キャラクターボイス：根津貴行
鷹白学園教師、誕生日3月9日、うお座、血液型AB型、身長186cm、体重60kg。
元アイドルの男性教諭。類まれなる歌声の持ち主でもあり、芸能活動で多忙な生徒たちのマネージャー的役割も果たす。物腰も上品で紳士的だが、レッスンになると人が変わったようになるともっぱらの噂。何かワケありの過去がある。

### サブキャラクター
学園長
鷹白学園 第18代学園長。
用務員さん
鷹白学園 用務員。
他校生